# Stefan Gruber (Naturbahnrodler)
Stefan Gruber (* 17. Dezember 1985 in Brixen) ist ein italienischer Naturbahnrodler. Er gewann zweimal die Einsitzer-Gesamtwertung im Interkontinentalcup und startet seit der Saison 2008/2009 im Weltcup.

## Karriere
Den ersten größeren Erfolg feierte Gruber im Winter 2004/2005, als er mit zwei Siegen in Kindberg und Jesenice die Gesamtwertung des Interkontinentalcups gewann. Im selben Jahr wurde er bei der Junioreneuropameisterschaft 2005 in Kandalakscha Zehnter im Einsitzer. Im Vorjahr war er bei der Juniorenweltmeisterschaft 2004 in Kindberg ebenfalls Zehnter geworden. Im Winter 2007/2008 konnte er mit zwei Siegen in Schleis und Deutschnofen seinen Gesamtsieg im Interkontinentalcup wiederholen.
Seit der Saison 2008/2009 startet Gruber im Weltcup. In seinem ersten Winter erzielte er vier Top-10-Plätze, wobei ein siebenter Rang in Deutschnofen das beste Ergebnis war, und damit in der Gesamtwertung den zehnten Platz. Ebenfalls vier Top-10-Resultate gelangen ihm in der Saison 2009/2010. Diesmal erreichte er drei sechste Plätze und beim Saisonfinale in Garmisch-Partenkirchen den fünften Rang, wodurch er sich im Gesamtklassement auf Platz sieben verbesserte. Im Januar 2010 startete er bei der Europameisterschaft in St. Sebastian und erzielte Platz zehn im Einsitzer sowie gemeinsam mit Evelin Lanthaler, Florian Breitenberger und David Mair den vierten Platz im Mannschaftswettbewerb.
In der Saison 2010/2011 nahm Gruber nur am letzten Weltcuprennen in Olang teil, das er an siebenter Position beendete, was lediglich den 32. Platz im Gesamtweltcup bedeutete. Davor startete er bei der Weltmeisterschaft 2011 in Umhausen, wo er den 13. Platz belegte. Im Winter 2011/2012 nahm Gruber wieder regelmäßig an Weltcuprennen teil und startete neben Einsitzerrennen, bei denen zwei siebte Plätze in Latzfons und Deutschnofen seine besten Ergebnisse waren, auch erstmals in Doppelsitzer-Weltcuprennen. Zusammen mit Hannes Clara platzierte er sich in den sechs Saisonrennen zwischen Rang sechs und Rang zehn, womit er Siebter im Doppelsitzer-Gesamtweltcup wurde. Bei der Europameisterschaft 2012 in Nowouralsk erreichten Clara/Gruber den sechsten Platz im Doppelsitzer und zusammen mit den Einsitzern Melanie Schwarz und Alex Gruber den fünften Platz im Mannschaftswettbewerb, während Stefan Gruber im Einsitzer auf den zwölften Platz fuhr.

## Erfolge

### Weltmeisterschaften
- Umhausen 2011: 13. Einsitzer
- Deutschnofen 2013: 3. Mannschaft, 6. Einsitzer, 6. Doppelsitzer (mit Hannes Clara)

### Europameisterschaften
- St. Sebastian 2010: 10. Einsitzer, 4. Mannschaft
- Nowouralsk 2012: 12. Einsitzer, 6. Doppelsitzer (mit Hannes Clara), 5. Mannschaft
- Umhausen 2014: 5. Einsitzer

### Juniorenweltmeisterschaften
- Kindberg 2004: 10. Einsitzer

### Junioreneuropameisterschaften
- Kandalakscha 2005: 10. Einsitzer

### Weltcup
- Saison 2008/2009: 10. Einsitzer-Gesamtweltcup
- Saison 2009/2010: 7. Einsitzer-Gesamtweltcup
- Saison 2011/2012: 7. Doppelsitzer-Gesamtweltcup
- 1 Podestplatzierung in Doppelsitzer-Weltcuprennen

### Interkontinentalcup
- Gesamtsieg im Einsitzer in den Saisonen 2004/2005 und 2007/2008